# Lukas Jørgensen
Lukas Jørgensen (Lejre, 1999. március 31. –) olimpiai és világbajnok dán kézilabdázó.

## Pályafutása

### Klubcsapatokban
A Roskilde Håndboldnál kezdett kézilabdázni, 2015-ben került a GOG Håndbold utánpótláscsapatába. A felnőttek között a 2018–2019-es szezonban mutatkozott be. 2019 őszén igazolt a szintén dán élvonalbeli Aarhus Håndbold csapatához. Ez a csapat két év után csődöt jelentett, ezután Jørgensen 2021-ben visszatért a GOG Håndboldhoz. Ezzel a csapattal nyert 2022-ben és 2023-ban dán bajnoki címet. 2022-ben a Dán kézilabdakupát is megnyerte és őt választották a sorozat legértékesebb játékosának is. A Bajnokok Ligájában 2023-ban negyeddöntőbe jutott, 85 góljával csapata egyik leggólerősebb játékosa volt. Emellett a dán bajnokságban is eredményes volt 2023-ban, bekerült a szezon All-Star csapatába.
2023-ban igazolt a német bajnokságban szereplő SG Flensburg-Handewitthez, amely csapattal 2024-ben Európa-liga-győztes lett.

### A válogatottban
Jørgensen játszott a dán utánpótlásválogatottakban, 2017-ben bronzérmes lett az ifjúsági Európa-bajnokságon.
A felnőttválogatottban 2023 januárjában lépett először pályára a világbajnokság előtti héten egy felkészülési mérkőzésen. Ezután bekerült a világbajnoki keretbe és első felnőtt világversenyén a 2023-as világbajnokságon aranyérmes lett. Tagja volt a 2024-es párizsi olimpián győztes dán válogatottnak, ahol az All-Star csapatba is bekerült.

## Sikerei, díjai
- Olimpiai bajnok: 2024
- Világbajnok: 2023, 2025
- Európa-bajnokságon ezüstérmes: 2024

- Európa-liga-győztes: 2024
- Dán bajnok: 2022, 2023